# Städtisches Museum Schloss Salder

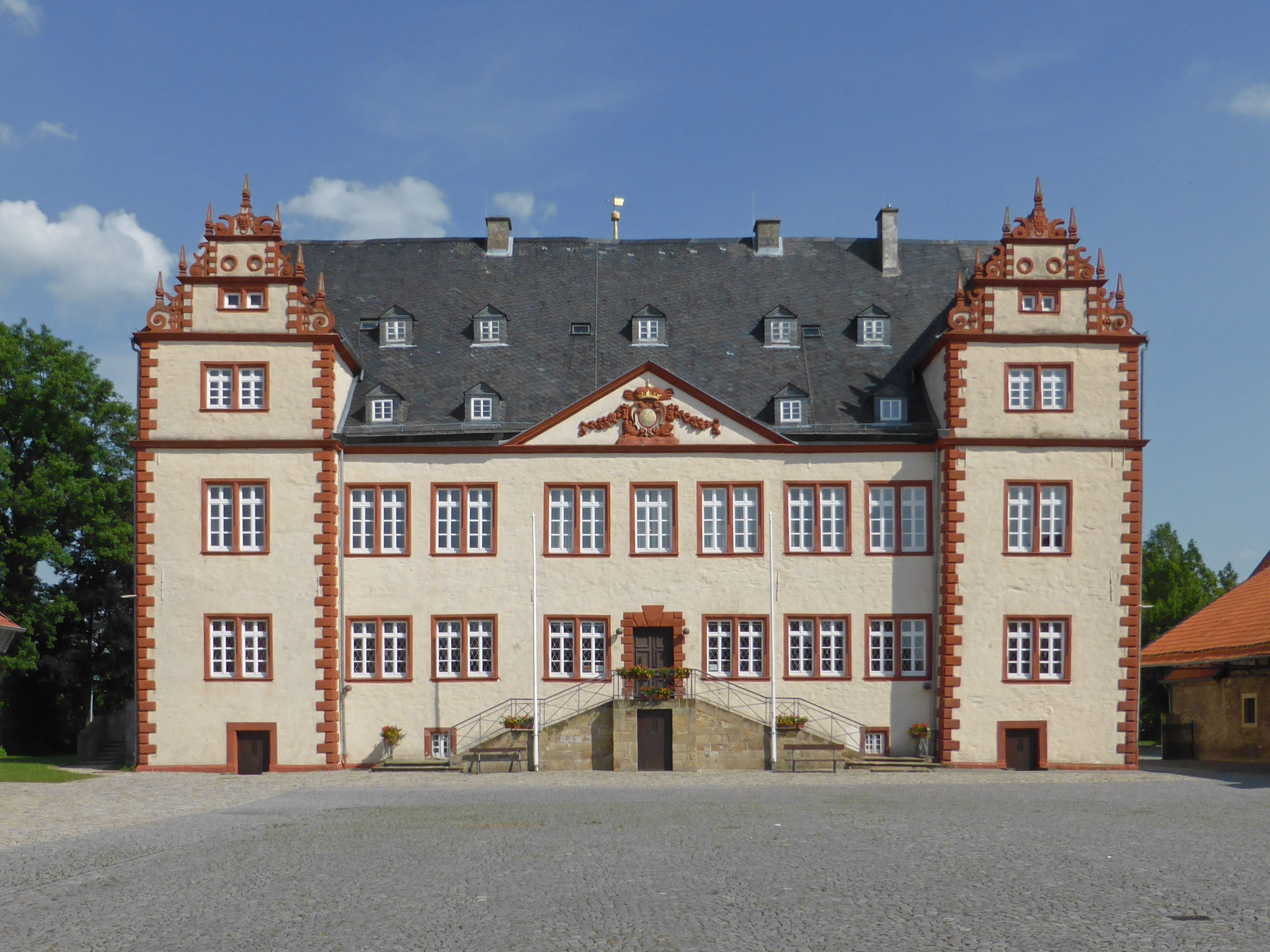
Museumssitz im Schloss Salder

Das Städtische Museum Schloss Salder ist das zentrale Museum der Großstadt Salzgitter in Niedersachsen. Gemeinsam mit den Städtischen Kunstsammlungen ist es in Schloss Salder und seinen Nebengebäuden untergebracht.

## Vorgeschichte und Gründung des Museums
Als eine der wenigen neuen Stadtgründungen in Deutschland in der ersten Hälfte des 20. Jahrhunderts besteht die Stadt Salzgitter in ihrer aktuellen Form erst seit 1942. Das heutige Stadtgebiet umfasste neben – heute – 30 Dörfern nur eine Kleinstadt, den heutigen Stadtteil Salzgitter-Bad. Ein Museum war nicht vorhanden. Erst nach dem Ende des Zweiten Weltkriegs beschloss die Stadtverwaltung, ein Heimatmuseum einrichten zu lassen. Mit der Aufgabe wurde 1955 der pensionierte Stadtschulrat Franz Zobel betraut. Er verfügte privat über eine seit den 1920er Jahren angelegte, volkskundliche und kulturgeschichtliche Sammlung. Sie bildete den Grundstock des künftigen Museums. Als erster Sitz des Hauses wurde das Schloss Salder gewählt. Ab 1958 entfernte man die durch die britische Besatzungstruppen in der Nachkriegszeit und die danach eingezogenen Heimatvertriebenen verursachten Umbauten und beseitigte die entstandenen Schäden. In der Folge begann der Umbau des Schlosses zu einem Museum.

## Beschreibung
Am 14. Dezember 1962 wurde das neue Museum der Stadt Salzgitter eröffnet. 1975 wurden bei einer baulichen Überprüfung Mängel in der Bausubstanz festgestellt. Das Schloss musste für den Publikumsverkehr geschlossen werden. Im Zuge der umfangreichen Sanierungsarbeiten wurde das Schloss modernisiert, und das Museum wurde deutlich erweitert. Erst am 8. Mai 1981 konnte das Haus wiedereröffnet werden.
In den folgenden Jahrzehnten wurden sämtliche Nebengebäude und der Außenbereich in das Museum mit einbezogen. So umfasst der Gesamtkomplex mit Stand 2023 das Schlossgebäude mit dem ersten Teil der Dauerausstellung zur Stadtgeschichte, die Scheune mit dem Schafstall, das Museumscafé, das Verwaltungsgebäude, das Sonderausstellungs-Gebäude „Kuhstall“, den „Pferdestall“ mit dem zweiten Teil der Dauerausstellung zur Stadtgeschichte sowie die Werkstätten.
Die Dauer- und Sonderausstellungen sowie das Museumsfest und der Adventstreff können kostenfrei besucht werden.
Im Schloss und seinen Nebengebäuden werden in umfangreichen Dauerausstellungen auf über 3500 Quadratmetern Fläche mehr als 3000 Ausstellungsstücke vom Erdaltertum bis ins 20. Jahrhundert präsentiert., darunter Neandertaler-Relikte und archäologische Funde sowie zahlreiche Fahrzeuge und technisches Gerät. Ein Ausstellungsschwerpunkt ist die Ur- und Frühgeschichte der Region unter Darstellung des Lebens in der Eiszeit, womit an den 1952 entdeckten altsteinzeitlichen Fundplatz Salzgitter-Lebenstedt angeknüpft wird. Weitere Schwerpunkte sind neben der Geologie, in der unter anderem ein ganzes Ichthyosaurier-Skelett präsentiert wird, die Stadtgeschichte der 31 Ortsteile von Salzgitter vom Mittelalter bis in das 20. Jahrhundert. In der Abteilung „Vom Erz zum Stahl“ werden unter anderem ein bei Lobmachtersen gefundener Rennofen aus dem 2. Jahrhundert sowie zahlreiche Objekte zur Bergbaugeschichte vom Helm bis zur Dampfmaschine präsentiert. Das Dachgeschoss beherbergt unter dem Thema „Geschichte der Kindheit“ eine umfangreiche Sammlung historischen Spielzeugs aus dem 19. und 20. Jahrhundert.
Im ehemaligen Schafstall wird die Geschichte der Landwirtschaft und des Landlebens präsentiert. Hier sind auch historische Fahrzeuge zu besichtigen. 2017 erwarb das Museum einen AWS Salzgitter-Jeep Kombiwagen, den 1950 die Autowerke Salzgitter hergestellt hatten.
Der gut 2000 Quadratmeter große „Eiszeitgarten“ an der Fuhse führt mit nachgebauten Hütten, einer Rentierwand und drei lebensgroßen Modellen von Großsäugern – Mammut, Wollnashorn und Riesenhirsch – die Umwelt im Salzgitter-Gebiet während der letzten Eiszeit vor 50.000 Jahren anschaulich und begreifbar vor Augen.
Der Außenbereich enthält neben Kunstwerken und technischem Großgerät im Mühlengarten mit seinen historischen Gebäuden die originale Osterlinder Bockwindmühle.
Eine Außenstelle des Museums in Form einer kleinen Dauerausstellung zur Burggeschichte mit Fundstücken besteht im Bergfried der Burgruine Lichtenberg.

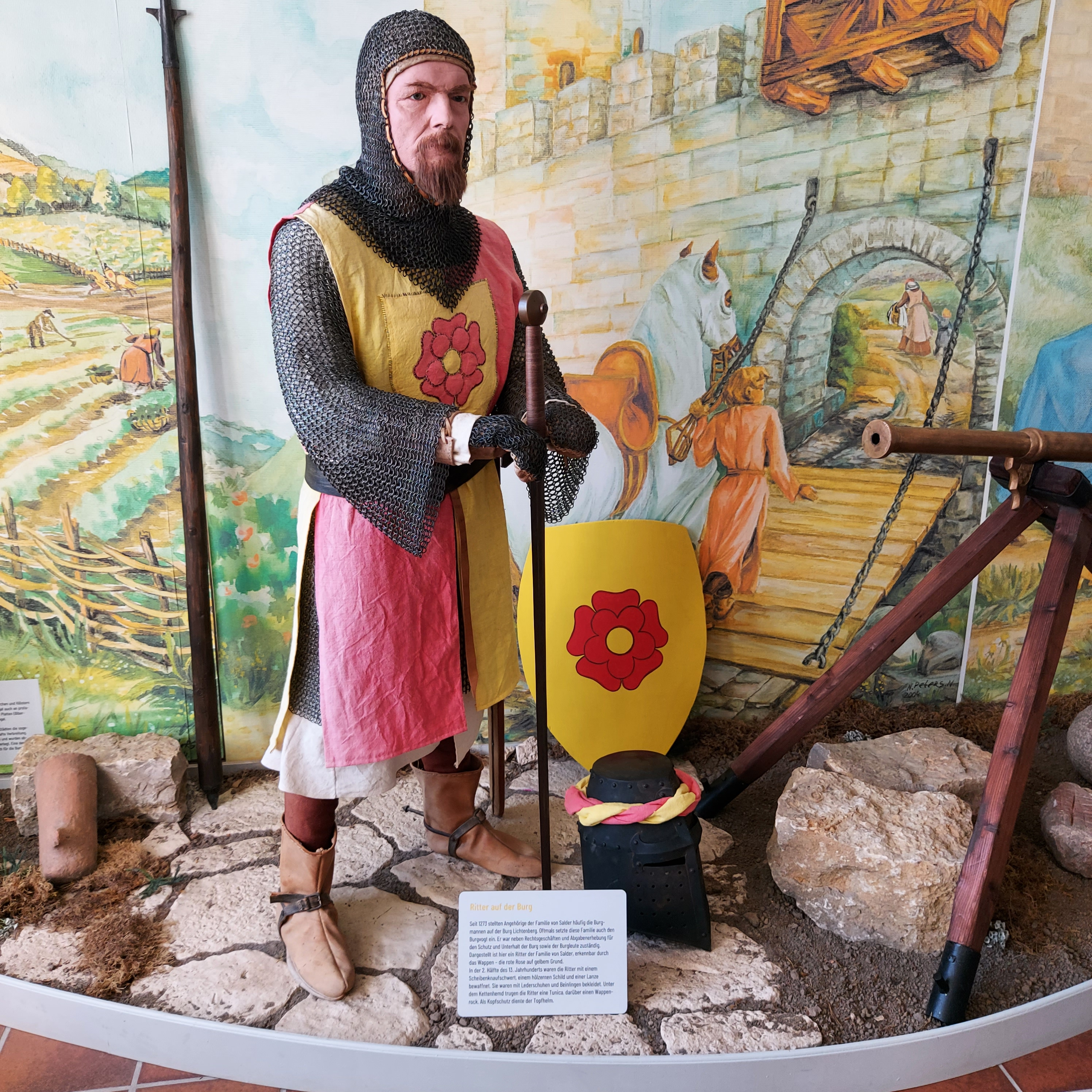
Ausstellung "Mittelalter" Regionalgeschichte
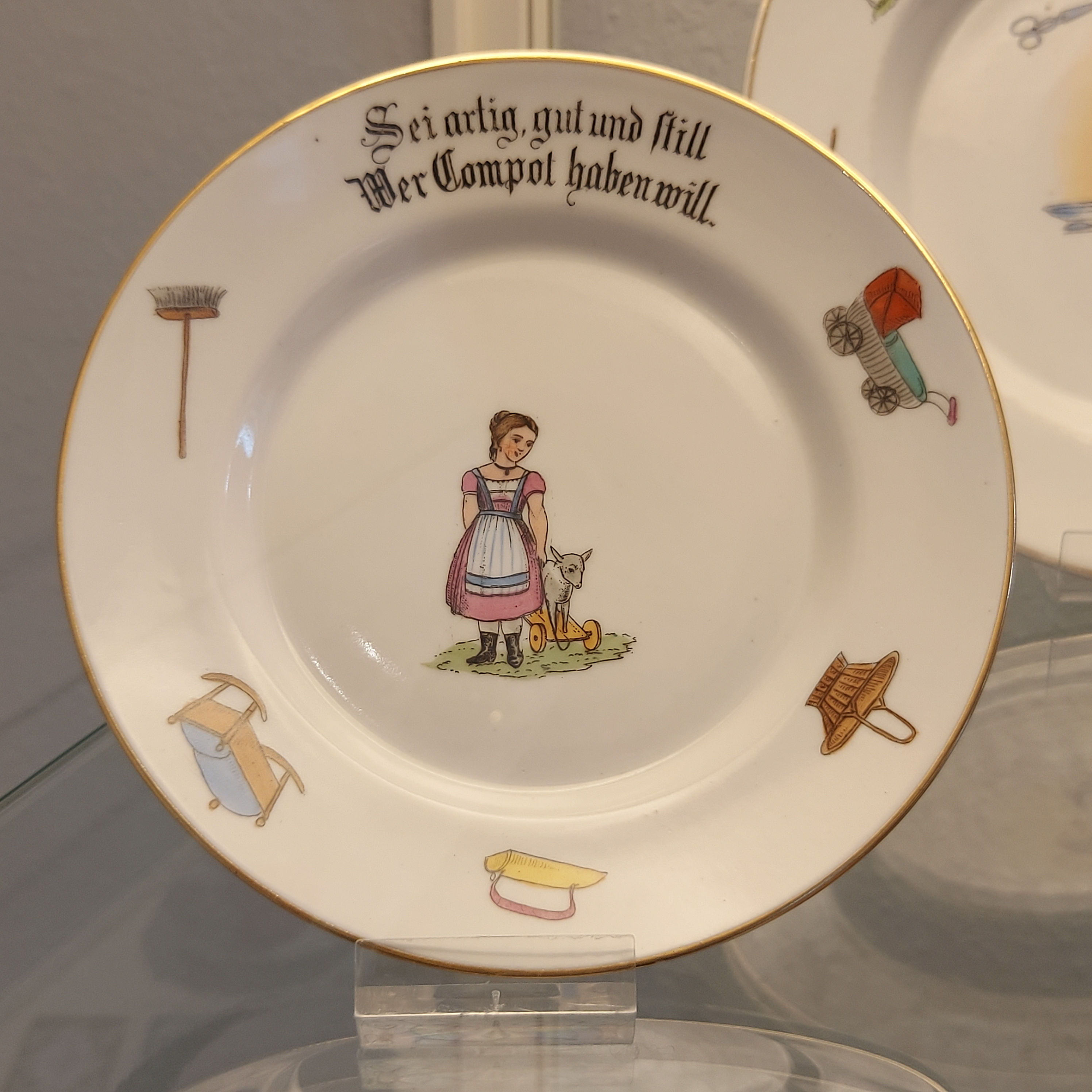
Dauerausstellung "Kindheitsgeschichte"
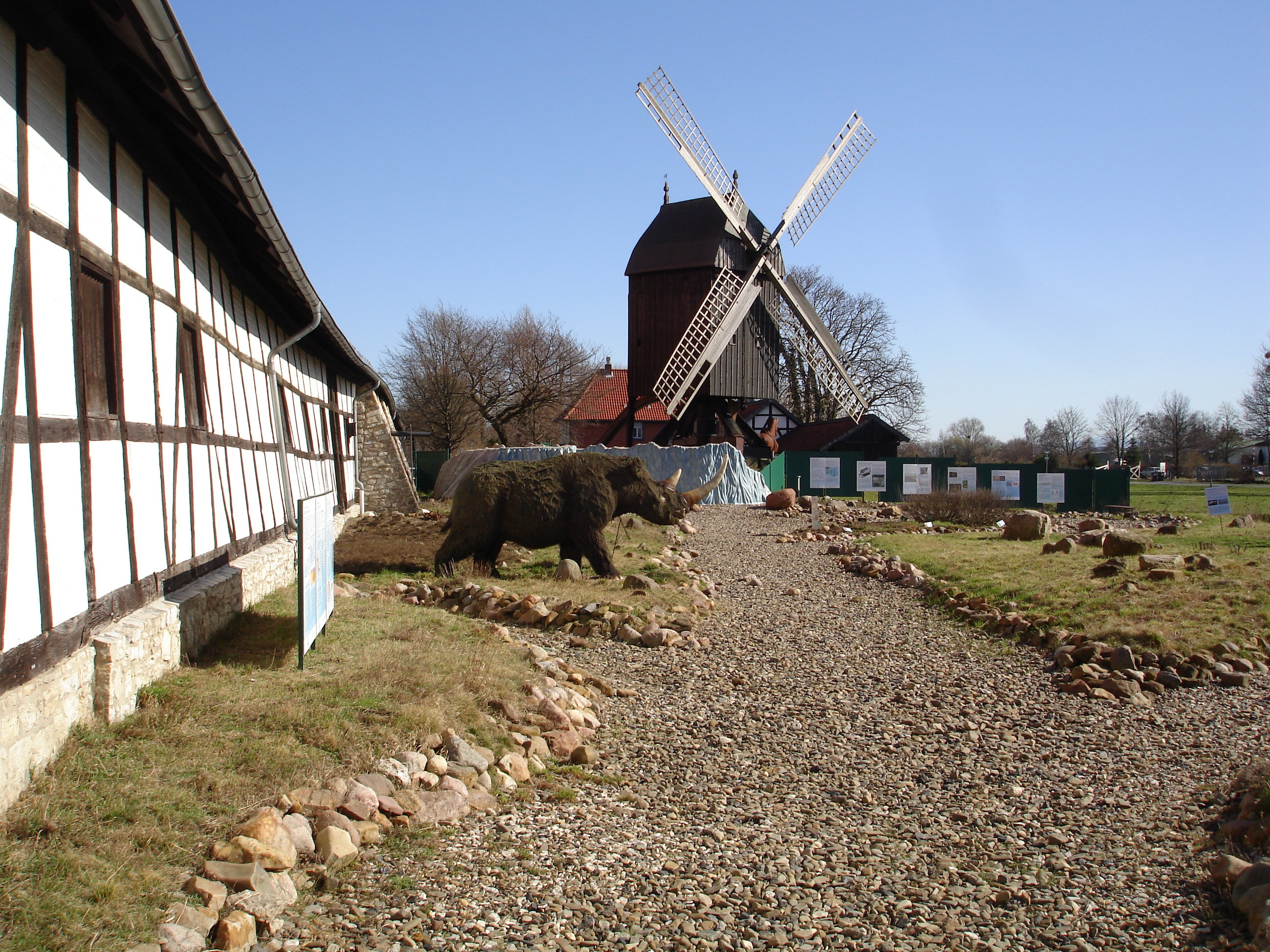
Außenanlage mit Eiszeitgarten und Bockwindmühle
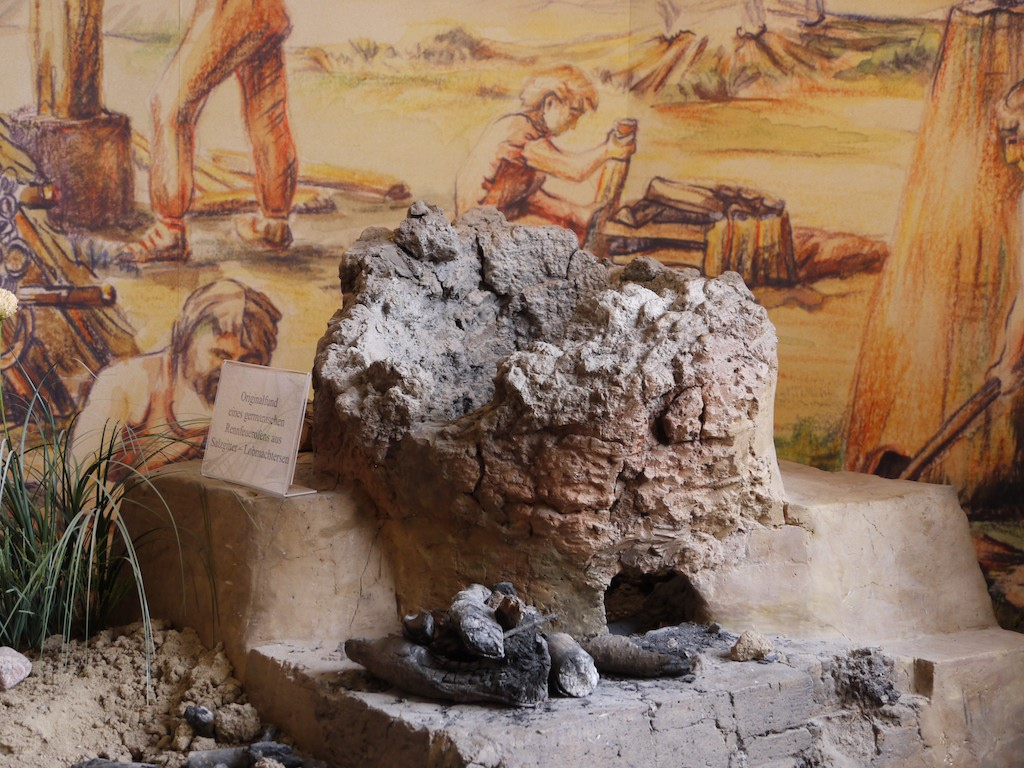
Rennofen von Salzgitter-Lobmachtersen
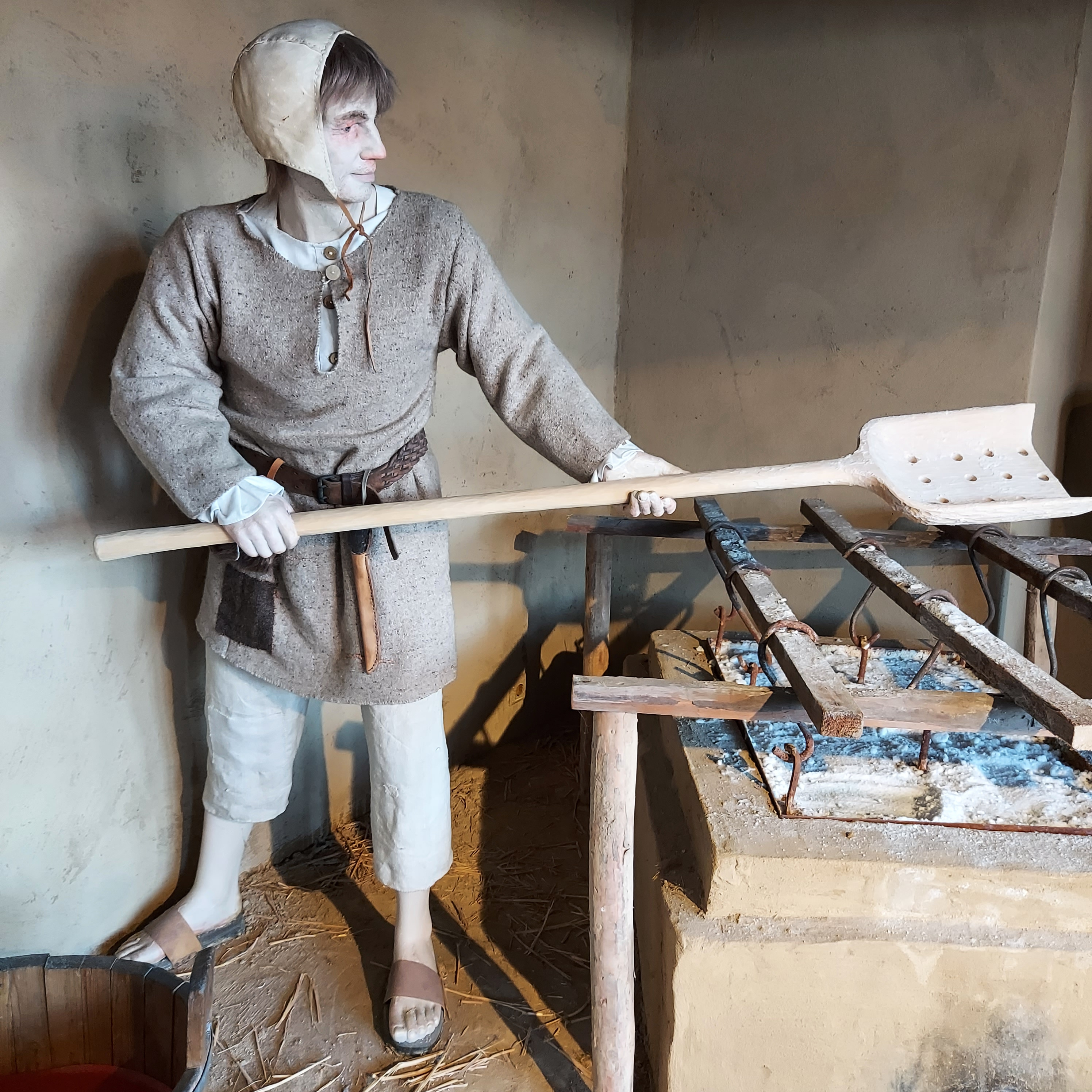
Ausstellung „Salzsieden im Mittelalter“
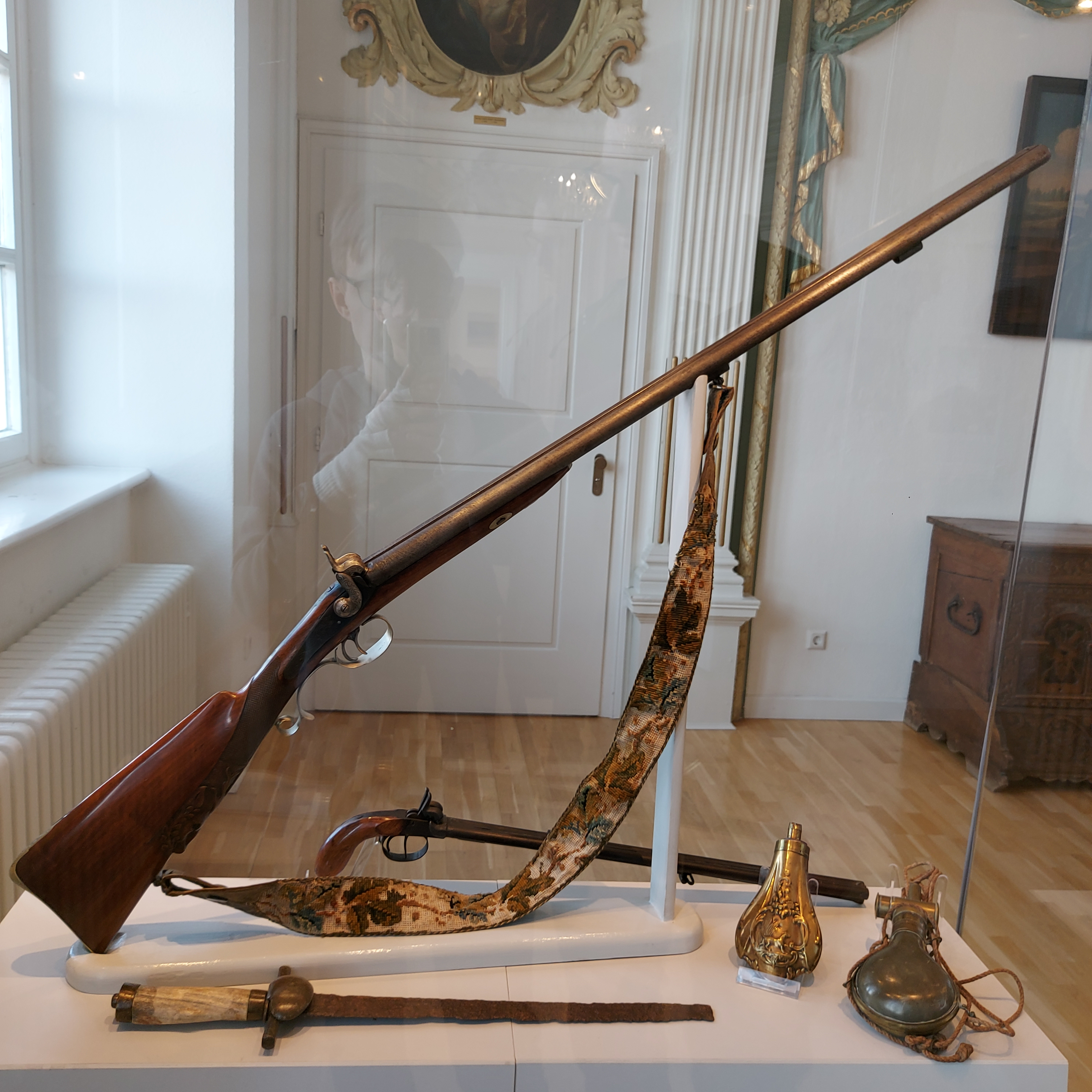
Regionalgeschichte

## Sonderausstellungen
Jedes Jahr zeigen das Städtische Museum Schloss Salder und die Städtischen Kunstsammlungen mehrere, auch komplett selbst kuratierte Sonderausstellungen. Das Sonderausstellungs-Gebäude „Kuhstall“, renovierte und modern ausgestattete historische Stallungen, bietet hierfür auf zwei Ebenen zusammen fast 700 Quadratmeter Fläche. Zuletzt widmete das Museum 2022 den nach dem Zweiten Weltkrieg und meist als Heimatvertriebene nach Salzgitter gekommenen Schlesiern eine eigene Ausstellung. Ein besonderer Fokus liegt auf Kindern und Jugendlichen. Daher werden durch die Museumspädagogik auch regelmäßig Mitmach-Ausstellungen geholt.

## Museumspädagogik
Das Museum versteht sich, auch im Sinne des 2006 ausgegebenen Mottos der Stadt Salzgitter „Kinder fördern und Familien unterstützen“, traditionell als Lernort. Die Abteilung Museumspädagogik verfolgt das Ziel, neben kulturellen und historischen Zusammenhängen auch künstlerisches, technisches sowie naturwissenschaftliches Wissen darzustellen, zu veranschaulichen und zu vermitteln. Für Kindergartenkinder und Schulklassen aller Jahrgangsstufen gibt es ein umfangreiches Programm. Dafür steht auch eine modern ausgestattete Lernwerkstatt bereit. Seit 2019 ist das Städtische Museum Schloss Salder zudem anerkannter außerschulischer Lernort.

## Veranstaltungsort
Ergänzend zum Museumsbetrieb finden in den Museumsgebäuden, im Schlosshof sowie im Mühlengarten in jedem Jahr zahlreiche Innen- und Außenveranstaltungen statt. Die größten Veranstaltungen sind das am Muttertags-Wochenende stattfindende Museumsfest, im Sommer der Kultursommer, eine mehrwöchige Reihe hochwertiger Open-Air-Veranstaltungen, und in der Vorweihnachtszeit am dritten Adventswochenende der traditionelle Adventstreff. Beliebt sind die von Mai bis September im Mühlengarten stattfindenden Backtage. Weiterhin kann im Fürstensaal des Schlosses geheiratet werden.

## Die Städtischen Kunstsammlungen
Der Gebäudekomplex des Städtischen Museums Schloss Salder beherbergt die seit 1975 bestehenden Städtischen Kunstsammlungen. Sie vereinen Kunstwerke vom Beginn des 20. Jahrhunderts bis in die Gegenwart mit einem Fokus auf dem Thema „Arbeit“. Jedes Jahr finden Sonderausstellungen statt. Besondere Aufmerksamkeit finden dabei die Reihen „Salon Salder“ und „Erinnerung der Arbeit“. Eine Außenstelle ist die „Kleine Galerie“ im historischen Tillyhaus in Salzgitter-Bad. Von 1996 bis 2001 leitete Alexander Baier die Städtischen Kunstsammlungen. Seit 2001 ist Stephanie Borrmann die verantwortliche Kuratorin.

## Museumsleitungen
Erster Leiter des Städtischen Museums Schloss Salder und verantwortlich für seine 1955 begonnene Ersteinrichtung war der pensionierte Heimatkundler und Stadtschulrat Franz Zobel. Er erlebte die Eröffnung am 14. Dezember 1962 noch mit, verstarb jedoch bereits am 24. Mai 1963. In den folgenden Jahrzehnten wurde das Haus nebenamtlich erst 1963 bis 1974 von dem Lehrer Otto Bothe, dann 1975 bis 1980 von dem Lehrer Wolfram Forche geleitet. Maßgeblich am Aufbau der Abteilungen Bergbau und Geologie beteiligt war Heinz Kolbe. Nach einer Vakanz leitete 1985 bis 1996 der Kunsthistoriker Alexander Baier das Museum. Neben seiner 1986 angetretenen Stelle als Leiter des Stadtarchivs betreute ab 1996 Jörg Leuschner das Haus. Ihm folgte 2015 bis 2019 der seit 1988 als Kurator am Museum tätige Volkskundler Broder-Heinrich Christiansen (1954–2021). Seit November 2020 ist der Archäologe und Historiker Arne Homann Museumsleiter.

## Publikationen des Museums
Das Städtische Museum Schloss Salder verfügt über eine eigene Publikationsreihe zu den Abschnitten der Dauerausstellung. Es erschienen bisher jedoch nur, zudem nicht in chronologisch richtiger Reihenfolge, die Bände 1, 2, 3, 4, 8 und 9.
- Renate Vanis: Einblicke in die Erdgeschichte. Von Urzeittieren, Mineralien und Gesteinen. Salzgitter, Städtisches Museum Schloss Salder, 2003. (Veröffentlichungen des Städtischen Museums Schloß Salder, 1)
- Christine Kellner-Depner: 50 000 Jahre Leben in Salzgitter. Von Neandertalern, Steinzeitbauern und Germanen. Salzgitter, Städtisches Museum Schloss Salder, 2003. (Veröffentlichungen des Städtischen Museums Schloß Salder, 2)
- Broder-Heinrich Christiansen: Zwischen Schule, Freizeit und Arbeit: Kinder und ihre Spielwaren. Salzgitter, Städtisches Museum Schloss Salder, 2005. (Veröffentlichungen des Städtischen Museums Schloß Salder, 8)
- Jörg Leuschner, Christine Kellner-Depner, Renate Vanis und Broder-Heinrich Christiansen: Salzgitter im Mittelalter. Salzgitter, Städtisches Museum Schloss Salder, 2006. (Veröffentlichungen des Städtischen Museums Schloß Salder, 3)
- Broder-Heinrich Christiansen: Zwischen Reformation und Republik. Salzgitter von 1600–1933. Salzgitter, Städtisches Museum Schloss Salder, 2009. (Veröffentlichungen des Städtischen Museums Schloß Salder, 4)
- Elke Keese: Der Eiszeitgarten. Mensch und Umwelt im wandelnden Klima. Ein Lernort zu historisch-ökologischen Fragestellungen. Mit Beiträgen von Christine Kellner-Depner. Salzgitter, Städtisches Museum Schloss Salder, 2006. (Veröffentlichungen des Städtischen Museums Schloß Salder, 9)

Von 1981 bis 1989 erschien die mittlerweile eingestellte Reihe „Ausstellungen Museum Schloss Salder“ in insgesamt 12 Heften. Sie dokumentierte vor allem die Sonderausstellungen des Museums.
- Die bunte Welt der Bilderbogen. Salzgitter, Stadt Salzgitter / Kulturamt, 1981. (Ausstellungen Museum Schloss Salder, 1)
- Spielzeug aus zwei Jahrhunderten. Salzgitter, Stadt Salzgitter / Kulturamt, [ca. 1983]. (Ausstellungen Museum Schloss Salder, 2)
- Wild und Jagd. Salzgitter, Stadt Salzgitter / Kulturamt, [ca. 1984]. (Ausstellungen Museum Schloss Salder, 3)
- Deutsches Notgeld. Hinterlassenschaften eines sammelnden Touristen. Bearbeitet von Hermann Knölke. Salzgitter, Stadt Salzgitter / Kulturamt, [1986]. (Ausstellungen Museum Schloss Salder, 4)
- Essen und Trinken. Zur Kulturgeschichte des leiblichen Genusses. Sonderausstellung 14.12.1986 – 1.03.1987. Bearbeitet von Broder-Heinrich Christiansen. Salzgitter, Stadt Salzgitter / Kulturamt, 1987. (Ausstellungen Museum Schloss Salder, 5)
- Historische Fotografie und Niedersachsen. Fotoschau '87. Sonderausstellung 26.04.1987 – 29.06.1987. Salzgitter, Stadt Salzgitter / Kulturamt, 1987. (Ausstellungen Museum Schloss Salder, 6)
- Führer durch die Bergbau-Abteilung. Salzgitter, Stadt Salzgitter / Kulturamt, 1987. (Ausstellungen Museum Schloss Salder, 7)
- Postgeschichte in Berlin und Salzgitter. Sonderausstellung 11.10.1987 – 19.11.1987. Salzgitter, Stadt Salzgitter / Kulturamt, 1987. (Ausstellungen Museum Schloss Salder, 8)
- 50 Jahre Siedlergemeinschaft Krähenriede. Sonderausstellung 4.9.1988 – 30.10.1988. Bearbeitet von Heinz Pötzl. Salzgitter, Stadt Salzgitter / Kulturamt, 1988. (Ausstellungen Museum Schloss Salder, 9)
- Gustav Hagemann. Ein Künstler sieht den Krieg. Sonderausstellung 17.2.1989 – 16.02.1990. Salzgitter, Stadt Salzgitter / Kulturamt, 1989. (Ausstellungen Museum Schloss Salder, 10)
- Kreativität, Phantasie und Therapie. Eine Ausstellung in Zusammenarbeit mit dem Niedersächsischen Landeskrankenhaus Hildesheim. Sonderausstellung 2.04.1989 – 28.05.1989. Salzgitter, Stadt Salzgitter / Kulturamt, 1989. (Ausstellungen Museum Schloss Salder, 11)
- Militarisierung der Kindheit. Sonderausstellung 3.09.1989 – 25.02.1990. Bearbeitet von Broder-Heinrich Christiansen. Salzgitter, Stadt Salzgitter / Kulturamt, 1989. (Ausstellungen Museum Schloss Salder, 12)

Seit 2023 erscheint eine neue Reihe zu den Sonderausstellungen des Museums, die "Ausstellungskataloge des Städtischen Museums Schloss Salder".
- Stadt Salzgitter (Hrsg.): Ein Stück Himmelreich?!: Schlesische Küche in Salzgitter; Sonderausstellung, 8. Dezember 2022 bis 12. Februar 2023; von Arne Homann; unter Mitarbeit von Antje Ahrens, Claudia Böhler und Christine Kellner-Depner. Städtisches Museum Schloss Salder, Salzgitter-Salder, 2023. (Ausstellungskataloge des Städtischen Museums Schloss Salder, 1)
- Stadt Salzgitter (Hrsg.): Not macht erfinderisch...!: Als Kriegsgerät zu Hausrat wurde; Sonderausstellung, 14. März 2024 bis 14. Juli 2024; von Arne Homann; unter Mitarbeit von Antje Ahrens, Christine Kellner-Depner und Astrid Pastuschek; Mit einem Beitrag von Immanuel Voigt. Städtisches Museum Schloss Salder, Salzgitter-Salder, 2024. (Ausstellungskataloge des Städtischen Museums Schloss Salder, 2)

Außerhalb der genannten drei Reihen erschienen vereinzelt weitere Begleitbände zu Sonderausstellungen des Museums.
- Tatjana Burik und Broder-Heinrich Christiansen: Kindheit und Spiel in Staryj Oskol. Russisches Spielzeug des 19. und 20. Jahrhunderts. Sonderausstellung 16.07.1995 – 10.09.1995. Salzgitter, Stadt Salzgitter / Kulturamt, 1995
- Technische Spielwaren aus Nürnberg. Zur Geschichte der Firma Gebr. Fleischmann. Bearbeiter Broder-Heinrich Christiansen. Sonderausstellung 10.11.1996 – 19.01.1997. Salzgitter, Stadt Salzgitter / Kulturamt, 1996.
- Naoki Sato und Bernd Schäfer: Der deutsche Holzschnitt der Reformationszeit aus dem Besitz des Schloßmuseums / Museen der Stadt Gotha. Sonderausstellung 1.02.1997 – 16.03.1997. Salzgitter, Appelhans, 1997.
- Hartmut Schölch: Sax couples. Geschichte und Geschichten rund ums Saxophon. Begleitband zur Sonderausstellung „Sax couples“ im Städtischen Museum Schloss Salder vom 03.05.2019 – 18.08.2019 im Rahmen des „Salt 'n' Sax-Festivals Salzgitter 2019“ aus Anlass der Aktion „Saxophon – Instrument des Jahres 2019“ verschiedener Landsmusikräte. Salzgitter, Städtisches Museum Schloss Salder, 2019.